# Saint-Rémy-du-Val
Saint-Rémy-du-Val ist eine französische Gemeinde mit 498 Einwohnern (Stand: 1. Januar 2022) im Département Sarthe in der Region Pays de la Loire; sie gehört zum Arrondissement Mamers und zum Kanton Mamers. Die Einwohner werden Valois genannt.

## Geographie
Saint-Rémy-du-Val liegt etwa 41 Kilometer nördlich von Le Mans im Tal der Bienne. Umgeben wird Saint-Rémy-du-Val von den Nachbargemeinden Neufchâtel-en-Saosnois im Norden, Villaines-la-Carelle im Nordosten, Vezot im Osten, Saosnes im Südosten, Les Mées im Süden, Louvigny im Westen und Südwesten, Livet-en-Saosnois im Westen sowie Ancinnes im Nordwesten. Die Gemeinde gehört zum Regionalen Naturpark Normandie-Maine.

## Bevölkerungsentwicklung
| 1962                      | 1968 | 1975 | 1982 | 1990 | 1999 | 2006 | 2013 |
| ------------------------- | ---- | ---- | ---- | ---- | ---- | ---- | ---- |
| 604                       | 587  | 579  | 499  | 507  | 514  | 563  | 558  |
| Quelle: Cassini und INSEE |      |      |      |      |      |      |      |

## Sehenswürdigkeiten
- Kirche Saint-Rigomer-et-Saint-Rémy aus dem 12. Jahrhundert, Umbauten aus dem 15./16. Jahrhundert, Monument historique seit 1911
- Kapelle Notre-Dame-de-Toutes-Aides aus dem 14. Jahrhundert
- Reste einer Motte aus dem 11./12. Jahrhundert, seit 2015 Monument historique
- Schloss Le Val aus dem 15. Jahrhundert
- Herrenhaus von Moullins aus dem 13./14. Jahrhundert, seit 1926 Monument historique
- Herrenhaus Clichemore aus dem 15. Jahrhundert

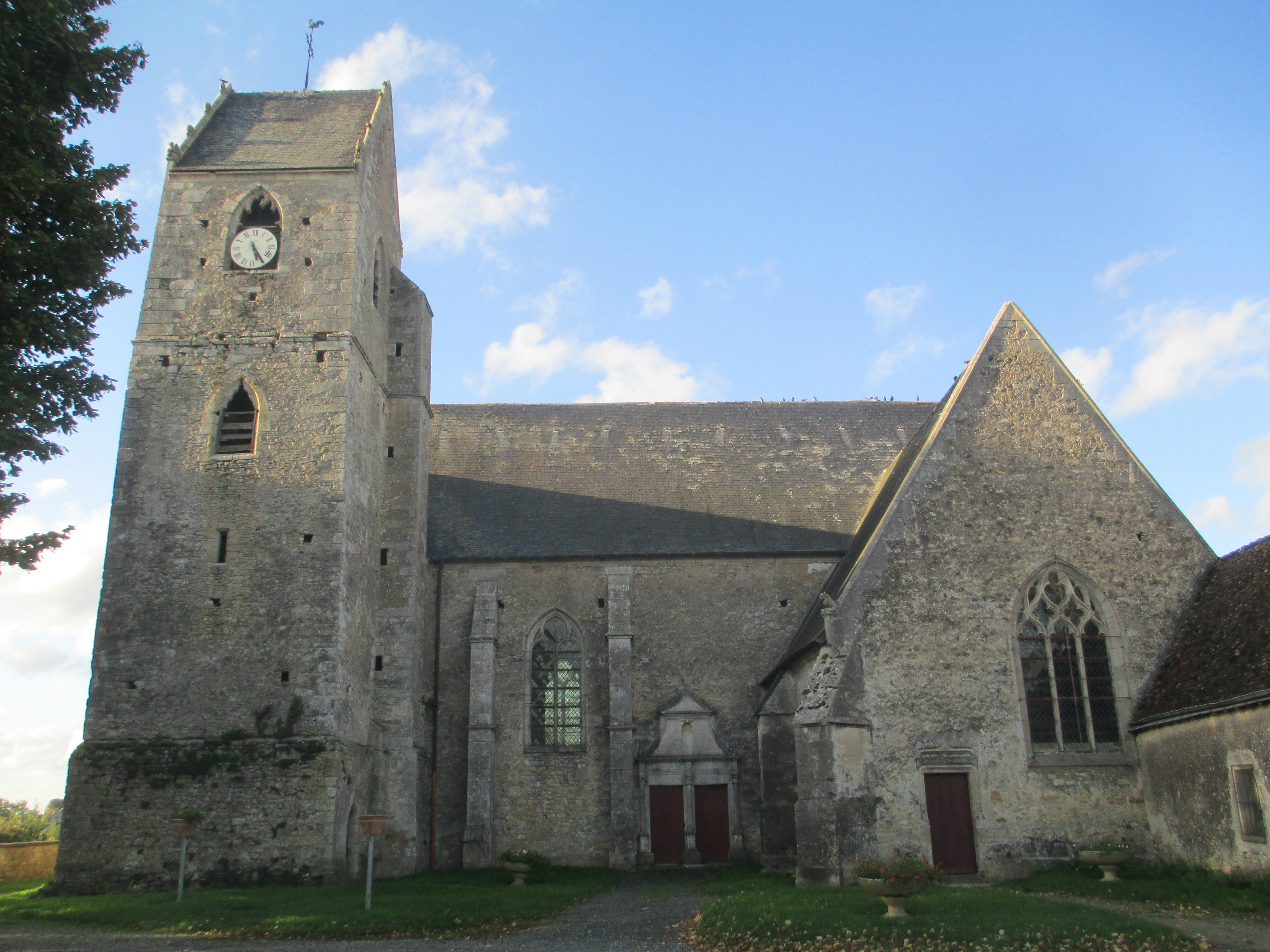
Kirche Saint-Rigomer-et-Saint-Rémy